# Budacu de Sus
Budacu de Sus – wieś w Rumunii, w okręgu Bistrița-Năsăud, w gminie Dumitrița. W 2011 roku liczyła 1633 mieszkańców.